# 554
| [ Edytuj tabelę ]          |                                                                |
| Król Bernicji              | - 547 Ida 559                                                  |
| Cesarz Bizancjum           | - 527 Justynian I Wielki 565                                   |
| Król Essexu                | - 527 Aescwine 587                                             |
| Król Franków               | - 511 Childebert I 558 - 548 Teudebald 555 - 511 Chlotar I 561 |
| Cesarz Japonii             | - 539 Kinmei 571                                               |
| Król Kentu                 | - 522 Eormenric 560                                            |
| Patriarcha Konstantynopola | - 552 Eutychiusz 565                                           |
| Władca Korei               | - 545 Yangwŏn 559                                              |
| Król Longobardów           | - 546 Audoin 565                                               |
| Król Mercji                | - 501 Cnebba (?) 566                                           |
| Papież                     | - 537 Wigiliusz 555                                            |
| Król Persji                | - 531 Chosrow I 579                                            |
| Król Wizygotów             | - 549 Agila I 554 - 554 Atanagild 567                          |

Rok 554 / DLIV
stulecia: V wiek ~
VI wiek ~
VII wiek

lata: 544 «
549 «
550 «
551 «
552 «
553 «
554
» 555
» 556
» 557
» 558
» 559
» 564

## Wydarzenia
- Europa
  - cesarstwo wschodniorzymskie odzyskało południową część Hiszpanii (Betyka) (data sporna lub przybliżona)